# فرد تيسوت
فرد تيسوت (بالفرنسية: Fred Tissot)‏ هو لاعب كرة قدم فرنسي في مركز الهجوم، ولد في 14 يوليو 1995 في تاهيتي في فرنسا. لعب مع A.S. Central Sport ‏.

## وصلات خارجية
- فرد تيسوت على موقع قاعدة بيانات كرة القدم.إي يو (الإنجليزية)
- فرد تيسوت على موقع ناشيونال فوتبول تيمز (الإنجليزية)
- فرد تيسوت على موقع Soccerway.com (الإنجليزية)